# Gut Reichelsberg

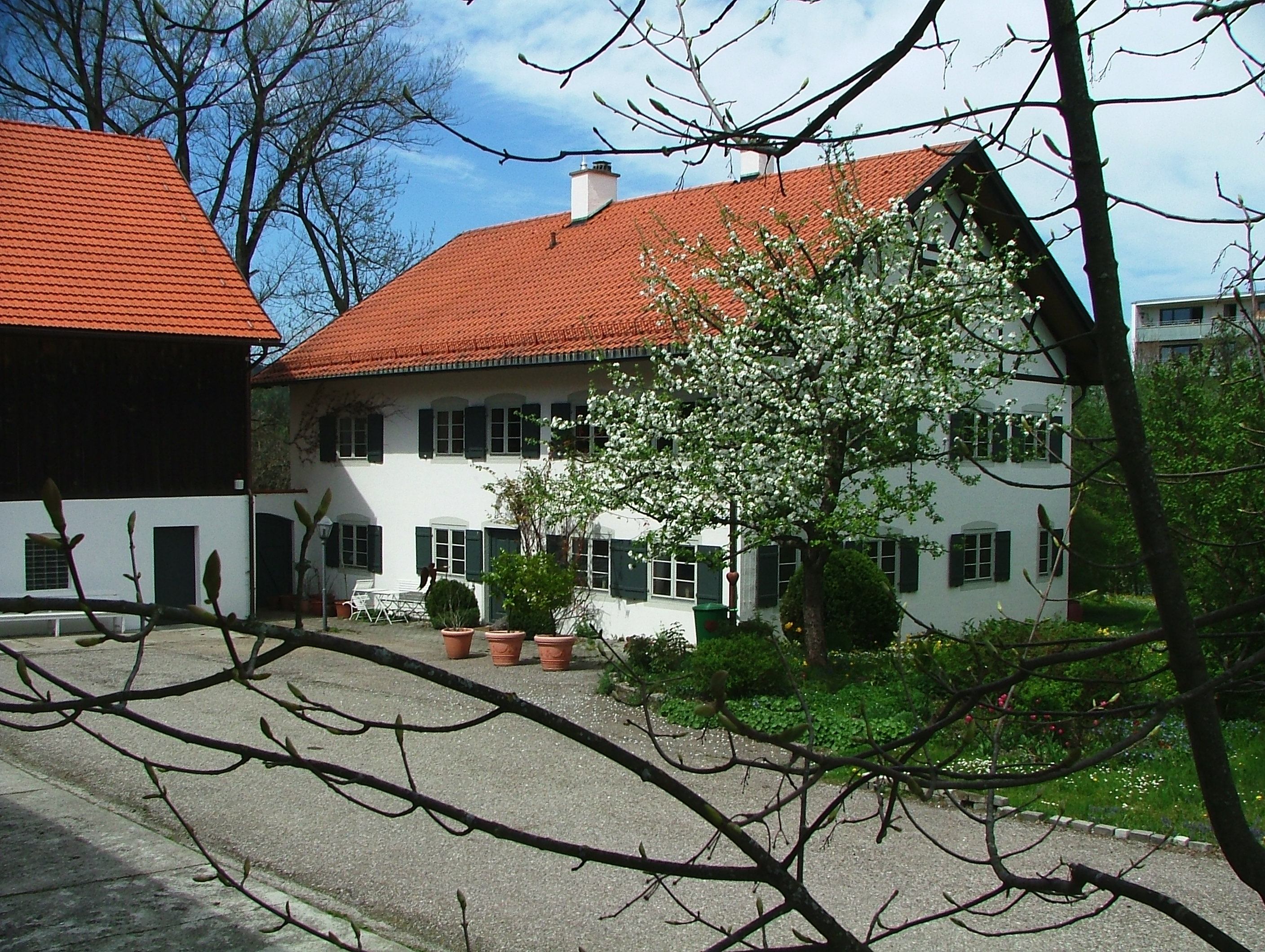
Das Gut Reichelsberg in Kempten

Das Gut Reichelsberg mit der Anschrift Rottenkolberstraße 8 ist ein ehemaliger stiftkemptischer Gutshof, der diesen Zweck von 1672 bis 1804 erfüllte. Es liegt auf der gleichnamigen, etwa 710 Meter hohen Erhebung in der kreisfreien Stadt Kempten (Allgäu).
Das Gut wurde bis 1982 als landwirtschaftliches Anwesen genutzt. Nach der Restaurierung von 1982/83 zeigt das Gebäude verstärkt die Formen der Umgestaltung des 19. Jahrhunderts.

## Beschreibung
Bei dem ehemaligen Gutshaus handelt es sich um einen zweigeschossigen Satteldachbau mit einem Obergeschoss, das als Fachwerk gebaut ist. Im Kern stammt dieses Hauptgebäude aus dem 17. bzw. 18. Jahrhundert. Das ehemalige Wirtschaftsgebäude ist ein zweiseitiger Trakt mit Satteldach und massivem Untergeschoss.